# Glaucolepis liskai
Glaucolepis liskai is een vlinder van de familie van de dwergmineermotten (Nepticulidae). De wetenschappelijke naam is voor het eerst voorgesteld als Trifurcula liskai door de broers Zdeněk Laštůvka en Aleš Laštůvka in een publicatie uit 2000.

## Verspreiding
De soort komt voor in Zuid-Oostenrijk, Noord-Italië en Slovenië.

## Waardplanten
De rups leeft in en van de bladeren van Globularia cordifolia (Plantaginaceae) en maakt daarin een gangmijn. Het eitje is meestal aan de bovenkant van het blad afgezet. De mijn begint als een recht, zeer smal gangetje. Vaak steekt de larve naar een ander blad over, waar de gang wat breder wordt.